# В'єз-Абітан
В'є-Абітан (фр. Vieux-Habitants) — муніципалітет у Франції, в заморському департаменті Гваделупа. Населення — 7014 осіб (01.01.2021).
Муніципалітет розташований на відстані близько 7100 км на південний захід від Парижа, 6 км на північ від Бас-Тера.

## Економіка
2010 року серед 4840 осіб працездатного віку (15—64 років) 3085 були активними, 1755 — неактивними (показник активності 63,7%, у 1999 році було 68,3%). З 3085 активних мешканців працювало 2114 осіб (1051 чоловік та 1063 жінки), безробітними було 971 (393 чоловіки та 578 жінок). Серед 1755 неактивних 648 осіб було учнями чи студентами, 358 — пенсіонерами, 749 були неактивними з інших причин.